# Vsevolodia
Vsevolodia es un género de foraminífero bentónico considerado un sinónimo posterior de Spiroloxostoma de la subfamilia Siphogenerinoidinae, de la familia Siphogenerinoididae, de la superfamilia Buliminoidea, del suborden Buliminina y del orden Buliminida. Su especie tipo era Vsevolodia czechoviczi. Su rango cronoestratigráfico abarcaba el Mioceno medio.

## Discusión
Clasificaciones previas incluían Vsevolodia en el suborden Rotaliina del orden Rotaliida.

## Clasificación
Vsevolodia incluye a las siguientes especies:
- Vsevolodia czechoviczi †
  - Vsevolodia czechoviczi plicata †